# Howdy Wilcox
Pour les articles homonymes, voir Wilcox.
Howard Samuel Wilcox, dit Howdy Wilcox I, né le 24 juin 1889 à Crawfordsville (Indiana) et décédé le 4 septembre 1923 à Tiptone (Tyrone (Pennsylvanie)), était un pilote automobile américain qui obtint ses principaux résultats avec le constructeur automobile français Peugeot.

## Biographie
Il a participé à 11 reprises aux 500 miles d'Indianapolis entre 1911 et 1923 (quelques tours en tête à son ultime participation, avant de décéder trois mois plus tard), dont 4 consécutivement sur Peugeot de 1919 à 1922.
Il trouva la mort en course sur l'Altoona Speedway en bois de Tyrone, après une collision.
Il est enterré au cimetière de Crown Hill à Indianapolis; son fils a créé la course cycliste Little 500 bicycle classic (en), qui fit l'objet du film La Bande des quatre.
(nb: un autre Howdy Wilcox (Howdy Wilcox II), sans lien de parenté, disputa également l'Indy 500 en 1933 en terminant deuxième pour cette unique participation et sans disputer d'autre course à cause d'un diabète).

## Titre
- U.S. National driving Championship car racing: 1919 (titre rétrospectif et décerné par le AAA Contest Board en 1926-27, ainsi que par l'historien américain du sport automobile Russ Catlin en 1951; ensemble de la saison sur Peugeot L76 et également 2e à Sheepshead Bay race 5 en AAA);

## Principales victoires

### ChampCar
36 courses disputées en ChampCar AAA (Indycars) entre 1910 et 1923 (sur National (1910-12), Fox-Pope Hartford (1913-14), Stutz (1915), Peugeot pour six saisons (1915 à 1922, avec un intermède sur Premier courant 1916), puis Miller (en) et Duesenberg en 1923), pour 4 victoires (retenues officiellement en American Championship car racing -AAA National Championship-).
- 500 miles d'Indianapolis: 1919, sur Peugeot, après être parti avec le second temps qualificatif (et pole position en 1915 sur Stutz: 159,00 km/h;

Ainsi que (AAA):

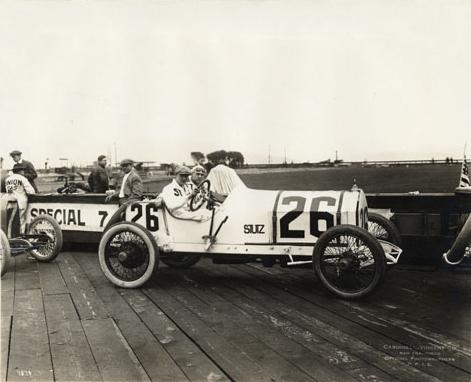
H. Wilcox en 1915 au GP des États-Unis (2e, à San Francisco).

- 1910: Indianapolis Race 7 (sur National);
- 1923: Indy 500 (sur Miller), indirectement avec Tommy Milton le vainqueur, car pilote d'appoint de ce dernier du 103e au 151e tour (après avoir brièvement mené avec sa propre voiture en début de course avant d'abandonner sur incident mécanique).

### Autre victoire et podiums notables
- 1916: Grand Prix automobile des États-Unis avec Johnny Aitken à Santa Monica (sur Peugeot EX5; 2e en 1915 sur Stutz);
  - 1915: 2e de la Vanderbilt Cup (sur Stutz).